# Велико-Трговишче
Велико-Трговишче (хорв. Veliko Trgovišće) — община с центром в одноимённом посёлке на севере Хорватии, в Крапинско-Загорской жупании. Население общины 4945 человек (2011), население посёлка — 1250 человека. Подавляющее большинство населения — хорваты (99,4 %). В состав общины кроме административного центра входят ещё 14 деревень.
Община расположена в Хорватском Загорье к северо-западу от хребта Медведница в долине реки Крапина. В 3 км к востоку находится город Орославье, в 3 км к северо-востоку город Забок, в 6 км к западу — граница со Словенией. В посёлка есть ж/д станция на ветке Запрешич — Забок — Крапина, через территорию общины проходит автобан A2.
В посёлке Велико-Трговишче родился первый президент Хорватии Франьо Туджман. Приходская церковь Девы Марии построена в 1876 году.